# Брахма
Бра́хма (санскр. ब्रह्मा, «вищий, творець») — бог Ведійської головної тріади тримурті, в яку входять також Шіва і Вішну. Він вшановується як творча сила і творець всесвіту. Брахма зображується у вигляді сивого старця з чотирма обличчями і чотирма руками.

## Історія виникнення
У Ведичний період Брахма не був значним богом. Ідея про творця існувала, але творець ідентифікувався не з Брахмою. Рігведа вказує на Вішвакармана (Vishvakarman) — «творця усього». Він — Бог-Батько. Він мав руки у всіх чотирьох напрямках. Величний Вішвакарман, ймовірно, був прототипом Пуранічного (Puranic) Брахми.
Вішвакарман почав зв'язуватись з сонцем з того моменту, як сонячні промені стали розглядатися як необхідна умова для людського життя і світобудови. В одному з гімнів Ріґведа називає Творцем Праджапаті (Prajapati). От чому пізніше, коли Брагхма став Творцем, він ототожнювався з Праджапаті Рігведи.
У літературі сутр Праджапаті і Брахма стали синонімами.
У Рігведі Гіраньягарбга згадується як причина Створення. Таким чином, Брахма став Гіранья-гарбгою.

## Функції
За деякими легендами, Брахма з'явився зі світового яйця, покладеного найвищою першопричиною; за іншими легендами, засвідченими у Магабгараті і Рамаяні, Брахма вийшов з пупа або з лотоса, що виріс з пупа Вішну. Одразу після свого народження Брагма зі свого подиху створює Веди й увесь світ, що залишається незмінним у плині одного дня Брахми. Після закінчення одного дня Брахми видимий світ гине від вогню, залишаються в живих тільки божественні мудреці, боги. На інший день Брахма відновляє свій витвір і цей процес кінцевого творення і руйнування триває 100 років Брагми. Після закінчення цього періоду сам Брагма, усі боги і мудреці гинуть разом з усім всесвітом, що розкладається на свої основні елементи.
Відповідно до індійського відліку часу, доба Брахми дорівнює кальпі або 2000 Магаюґ, тобто 43 200 * 2000 = 8 640 000 000 земних років.
Брахма є божеством, мало популярним серед широких кіл послідовників індуїзму, і в усій Індії є лише один храм, присвячений спеціально Брахмі.
Вважається, що Брагма створив озеро Манасаровар у північних Гімалаях.

## Родинні зв'язки

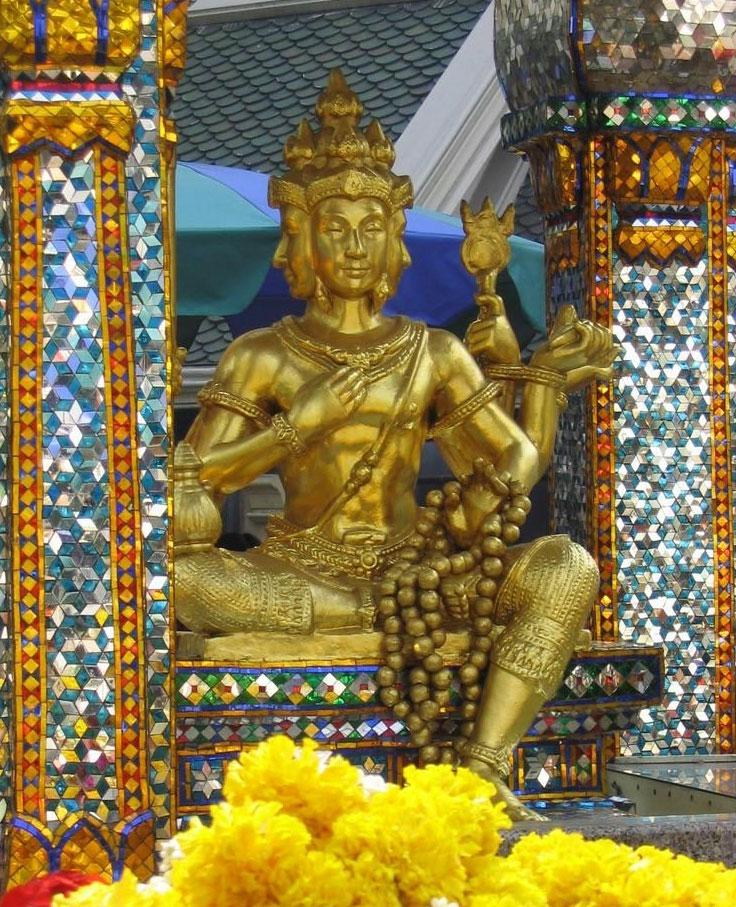
Чотирирука скульптура Брахми

В пуранічній літературі Брахма є Творцем. Стверджується, що він породив Праджапатьїв (їх кількість і імена різні в різних Пуранах) з метою створення живих істот. Тому Брагма вважався Праотцем (Pitamaha).
Він закохується в одну зі своїх дочок, що виступають під різними іменами: Савітрі, Брагмані, Сарасваті тощо, і стає єдиним з нею. Щоб постійно дивитися на неї він одержав чотири голови в чотирьох напрямках, і п'яту голову, звернену вгору. Він також мав дружину, іменовану Ґаятрі (Gayatri).

## Стосунки з різними релігійними течіями
Як шиваїти (Saivites), так і вішнуїти (Vaishnavites) применшують значення Брагми. Він з'являється з пупка Вішну сидячого на лотосі. Шива відрубує йому п'яту голову в знак кари за інцест.
До Середньовіччя Брахма мав велике значення, але після приходу Ісламу він утратив свою важливість. Багато легенд малюють Брагму в непривабливому вигляді. Пурани пред'являють йому безпідставне звинувачення в тому, що він став причиною смерті Агністамбги. Ще один сюжет розповідає про те, як Брахма, в той час як його дружина Савітрі затримувалася в подорожах з метою приношення жертв якші, відразу знаходив нову дружину. Тоді Савітрі приходила в лють і проклинала його.
Але, попри це, Брахма мав авторитет багато століть після того, як поширилися ці сюжети.

## Іконографія
Брахма має чотири обличчя, чотири руки, сплутане волосся, часто коротку загострену бороду і шкіру чорної антилопи як накидку. Він сидить на лотосі (Padmasana) або в колісниці, яка запряжена сімома лебедями. В одній правій руці він тримає чітки (акшамала), в іншій — судина з водою (камандалу). Його погляд Саум'я (Saumya) і Ташм'я (Tashmya) — щасливий і спокійний.
- Очі його прикриті в медитації.
- Чотири його обличчя представляють чотири Веди: східне — Ріґ-Веду (Rig Veda), південне — Яджур-Веду (Yajur Veda), західне — Сама-Веду (Sama Veda), північне — Атгарва-Веду (Atharva Veda).
- Чотири його руки представляють чотири сторони світу .
- Світ виник з води. Тому Брахма несе воду в судині (камандалу).
- Чітки, котрі він перебирає, зображують Час.
- Сім Лока (Lokas), світів, представлені сімома лебедями.
- Лотос, на якому сидить Брахма, виникає з пупка Вішну, представляючи Надь (Mani) — Землю.

У звичайній середньовічній іконографії в Брахми чотири голови і стільки ж рук. Колір його шкіри червоний або золотий, одягу — білий. Його вагана — лебідь або гусак. Голови Брахми панують над чотирма Сторонами Світу, з них спливли чотири найдавніші Веди, тому що він є божеством мудрості, а його головна дружина — Сарасваті — богинею вченості.
У скульптурних фігур Брахми за головою звичайно міститься німб (сірасчакра) у вигляді диску ледве більшого голови, прикріплений позаду до потилиці за допомогою невеликої перемички й означаючий ореол слави божества. Інші атрибути Брахми — судина (камандалу) для води зі священного Ґанґу або для пряженої олії, чітки (з намистин, акшамала), що символізують вічність часу і вищий аспект божества, зв'язування папера з пальмових листків або рукописна книга (пуштака) з частиною тексту чотирьох Вед, священна трава (куша) і ложка (срува) для узливання на вогонь жертовної олії.
Як правило, статуї Брахми представляють його в стоячій позі. На голові в нього велична короноподібна зачіска істоти вищого рангу (джата-мукута), у вухах сережки (ратна-кундала). У правій верхній руці він тримає чітки, нижня — у положенні абгайя-мудра. Судина камандалу він тримає в одній з лівих рук, інша — у варада-мудрі (жест дарування милості, благодіяння).
Брахма — єдине божество індуїзму, яке зображується бородатим, але не завжди. Якщо він сидить на квітці лотоса, що розпустилася, або на своїй вахані — лободі, то в позі сукх-асана (з одною ногою, що звисає вниз).
Брахмі не приписується ніяких втілень або земних проявів, і з ним не пов'язані молодші божества. У своєї першоосновній формі Нарайяни Владика у вигляді хлопчика лежить на листі священного дерева піпала, що плаває в Первинних Водах з лотосами на їхній поверхні. Він тримає великий палець ноги в роті. Таке його зображення слугує символом вічності (замкнуте коло без початку і кінця).
Він може зображуватися у всіх чотирьох станах, що маються в класифікації шастр, причому його вигляд і постановка фігури не змінюються. У йоґічному стані він показується у своїх вищих духовних досягненнях, обличчя виражає задоволення, очі заплющені. У такому вигляді він вшановується насамперед подвижниками й аскетами. У другому стані (бгоґа, тобто задоволеності світського характеру) Брахма з'являється у звичайному вигляді, з однією або більше дружинами і з усіма вищезгаданими атрибутами, іноді з додаванням трави куша, і тоді його статуї служать для поклоніння здебільшого мирянам. У його третьому аспекті (віра, тобто військової доблесті) він вшановується воїнами і царями. У четвертому стані (абгічаріка, тобто грізному і застрашливому) він зображується з трохи похмурою особою і призначається для поклоніння тим, хто має намір знищити своїх ворогів.

## Брагма і бгакті
"Якщо віддане служіння з кармою (бгакті-мішра-кріте), така душа потрапляє під вплив раджаґуни, і така жива істота стає Брахмою, який народжується на лотосі, що виростає з пупа Гарбгодакашайі-Вішну . Отже, чисте бгакті не створює небезпеки отримати матеріальне тіло Брагми і знову, відповідно страждати: народження, хвороби, старість, смерть і знову реінкарнація. Планети вищі над Сатйалокою, найвищою планетою матеріального світу — Брахмалоках санатана або Вайкунтгалоки — це вічна обитель Верховного Бога Особи. Він познається як Брахман, як Параматма, а потім як Бгаґаван. Отже, вище ніж карма-мішра-бгакті — гйана-мішра-бгакті. Гйані можуть знати різницю між душею та Наддушею, Параматмою, і почати медитацію на Кшіродакашайі-Вішну, Гарбгодакашайі-Вішну, Махавішну, і досягнути планет Вайкунтг, де Нараяна поширює Себе як чатурвйуга — Васудева, Санкаршана, Прадйумна та Аніруддґа. Саме з Санкаршани поширюється Махавішну, а Аніруддґа — це об'єкт медитації йоґінів. Отже, вище за гйана-мішра-бгакті —йога-мішра-бгакті.
Йоги знають трьох Вішну (Кшіродакашайі-, Гарбгодакашайі- та Маха-Вішну), і те, що вони поширюються з Нараяни на Вайкунтгалоках. Йоґіни не вважають Шіву на одному рівні з Вішну, тому Шіва пропускає їх на планети Вакунтги. Шанкарачарйа, як найбільший гйані (втілення Шіви), визнав, що над матерією знаходиться Верховна Особистість Бога — Нараяна, Крішна. Отже, навіть гйана-мішра-бгакті може привести то розуміння різниці між душею та Наддушею: джіваатмою та Параматмою. Об'єкт медитації для йоґінів — це Наддуша у серці. Адвайта-ведантисти не знають різниці між душею та Наддушею, і хочуть стати єдиними з Брахманом. Але віддані, або гйана-мішра-бгакти знають, що душа та Наддуша — різні душі, особистості, хоча вони знаходяться у одному серці одного матеріального тіла з їх 8 400 000 видів. Отже, гйані пізнають різницю між матеріальною формою та духовною формою.
У матеріальному світі — безліч матеріальних форм, створених Брагмою — різні матеріальні тіла, але у духовному світі є також вічні форми. Джерелом життя також має бути життя. Життя походить з життя. Отже, Усі джіваатми, душі — це межова енергія, татастга-шакті. Але Параматма, Наддуша, знаходиться над джіваатмами, душами. Після реалізації Параматми йоґіном, йде етап пізнання Пара-Брагмана, точніше — Бгахавана. Крішна розуміється як Верховний Бог Особа, який поширює Себе як Баларама, котрий у свою чергу поширює Себе як Васудева, Прадйумна, Аніруддга та Санкаршана. З Санкаршани (котрий входить до чатурвйуги, що поширюється з Баларами) (виходить) поширення Нараяна. Йоґіни, які медитували на Наддуша, Параматму у Сатйа-йугу потрапляли на планети Вайкунтги, де знаходиться чотирирукий Нарайана (Вішну). Але говориться у книгах Прабгупади, що «ми потрапили у цей матеріальний світ мільйони років тому». Отже, коли душа має матеріальні бажання, вона має небезпеку знову потрапити у матеріальний світ. І перше матеріальне тіло, яке отримує душа — це тіло Брагми. Після багатьох звільнень від матерії, карми можуть стати гйані, і досконалими йогі, які не заздрять Вішну. Тоді починається бгакті. Брагма, як і Шіва має на 5 трансцендентних якостей більше, аніж джіваатма, душа.
Нараяна має додатково 5 трансцендентния якостей, але у Кришни їх 64 у всій повноті. Отже, навіть Брахма — підпорядкований Вішну. Для творіння матеріального світу, Брагма медитує на Вішну, отже Брагма не є на одному рівні з Вішну, Нараяною, Крішною, і тим більше не вище за них. Імперсоналісти, які прагнуть звести Шиву, Брахму та Вішну у одну категорію роблять небезпечну помилку (духовне самогубство). Вони вважають, що Вішну, Брахма і Шива — на одному рівні, і всі вони є породження безособистісного Брагмана, отже хочуть злитися з ним. Але за їхніми ж словами, вони хочуть таким чином втратити свою особистість. Бгакти не вдаються до такого ризику, і чітко розуміють, що навіть у серці Брахми і Шиви — також Параматма, Наддуша (Вішну, Нараяна, Крішна). Той, хто помилково ставить Брахму на один рівень з Брахманом не може зрозуміти, що є два види Брахмалок — одна — це Сатйалока, обитель Брахма, інша — це Брахмалоках сана̄тана — обитель Брахмана, Верховного Бога-Особи. .
Отже Брахман, Трансцендентна Абсолютна Істина, і Він має Свою вічну обитель — вічну Брахмалоку. Але вона відмінна від тимчасової Брахмалоки, яку більш правильно називати Сатйалокою. Для розуміння різниці між двома Брахмалоками, вживається слово санатана — «вічна» («brahmalokaḥ — the spiritual planets; sanātanaḥ — eternal»): «This Brahmaloka is eternal, whereas the Satyaloka planetary system is not eternal. And to distinguish between the two, the adjective sanātana has been used in this case. According to Śrīla Jīva Gosvāmī, this Brahmaloka is the loka or abode of Brahman, or the Supreme Lord.» (Śrīmad Bhāgavatam 2.5.39)

## Брахма— перше життя у матеріальному світі
У вайшнавізмі вважається, що у першому житті душа, яка потрапляє у матеріальний світ, отримує тіло Брагми (див. коментар Бгактіведанти Свамі Прабгупади до Шрімад-Бгагаватам 9.24.58)